# Prads-Haute-Bléone
 Prads-Haute-Bléone  es una población y comuna francesa, situada en la región de Provenza-Alpes-Costa Azul, departamento de Alpes de Alta Provenza, en el distrito de Digne-les-Bains y cantón de La Javie.
En esta población se encuentra el lugar donde se estrelló el avión de Germanwings.

## Demografía
| 239 | 203 | 180 | 151 | 180 | 145 |
| Para los censos de 1962 a 1999 la población legal corresponde a la población sin duplicidades (Fuente: INSEE [Consultar]) |     |     |     |     |     |